# Torekov
Torekov ist ein Ort (tätort) in der südschwedischen Provinz Skåne län und der historischen Provinz Schonen. Der Ort liegt in der Gemeinde Båstad.

## Geschichte
Das Fischerdorf im äußersten Westen der Bjärehalbinsel wurde zuerst im Jahre 1344 erwähnt, als König Magnus Eriksson den Bewohnern einen Schutzbrief ausstellte und ihnen Hallands Väderö schenkte.
1971 tagte hier die Königliche Kommission für Verfassungsangelegenheiten, welche die schwedische Verfassung von 1809 im sogenannten Torekov-Kompromiss abwandelte. Dies hatte zur Folge, dass der schwedische König nach wie vor Staatsoberhaupt war, jedoch wie bereits in der politischen Praxis seit Ende des Zweiten Weltkrieges umgesetzt, keine politischen Entscheidungen treffen konnte. Die Sozialdemokraten wollten mit dieser Reform de facto die Republik ausrufen, mussten aber Kompromisse konservativen Parteien eingehen, was dies eigentlich verhinderte. So ist beispielsweise die Erbmonarchie erhalten geblieben.

### Herkunft des Ortsnamens
Zur Herkunft des Ortsnamens gibt es verschiedene Theorien:
Vermutlich leitet sich der Name von der nordischen Gottheit Thor ab, dem im ersten Jahrtausend in Südskandinavien Heiligtümer geweiht waren. Demnach ließe sich der Name mit „Wald des Thor“ (Thores skov) übersetzen.
Einer Legende nach ist die Namensgeberin eine Heilige namens Thora. Thora war die Prinzessin eines dänischen Königs, der erneut geheiratet hatte. Sie und ihre beiden Geschwister Arild und Gille wurden von ihrer neuen bösen Stiefmutter einem Fischer übergeben, der die Kinder ertränken sollte. Die Leichen landeten an drei verschiedenen Stellen, die alle nach ihnen benannt wurden (Gilleleje, Arildsläge und Torekov). St. Thora wurde an Torekovs Strand an Land gespült, in der Nähe eines großen runden Felsens, dem St.-Thora-Stein. Dort fand die Leiche ein Blinder namens Frenne. Er versprach, das tote Mädchen in geweihter Erde zu begraben und bekam dafür sein Augenlicht zurück. Durch dieses Wunder wurde die Jungfrau Thora zu der Schutzheiligen dieser Gegend und Frenne ließ zum Dank für St. Thora eine Kapelle erbauen.